# ADM-20 Quail
O ADM-20 Quail, originalmente designado GAM-72, foi um falso míssil lançado do ar destinado a confundir os radares de defesa aérea da ex União Soviética com uma assinatura radar muito semelhante à do bombardeiro B-52, imitando ainda o seu perfil de voo, velocidade e altitude.
Produzido pela McDonnell Aircraft Corporation, fez o seu primeiro voo de testes em julho de 1957 e entrou em produção após dezembro de 1958 data em que foi assinado o contrato. Em setembro de 1960 a USAF recebe o seu primeiro míssil e no ano seguinte durante o mês fevereiro o primeiro esquadrão equipado com o Quail é declarado operacional.
Destinado a ser usado durante um ataque de bombardeamento real, para confundir a rede de radares inimiga, era transportado até um máximo de oito unidades, embora habitualmente e em condições operacionais só quatro unidades fossem transportados no interior do compartimento de bombas, fazendo uso do sistema de asas retrateis e lançado aquando da penetração em espaço aéreo hostil.   Além destas características podia ainda ser pré-programado, ainda em terra para durante o voo executar duas voltas e uma mudança de velocidade, tinha ao dispôr um sistema de ECM e um repetidor de radar, nas versões posteriores era ainda euipado com dispensadores de chaff (engodo para mísseis guiados p/ infravermelhos) e uma fonte de calor para simular a assinatura  do B-52 na faixa dos infravermelhos.
Propulsionado por um motor turbojato General Electric J85-GE-3 com  uma autonomia aproximada de 825 km, nas primeiras versões sofria de graves problemas de fiabilidade, obrigando a uma nova variante do motor designada J85-GE-7 , esta nova versão foi originalmente designada GAM-72A, era também mais leve em cerca de 90 kg e tinha uma asa menor, o que lhe reduziu a autonomia para 650 km. Voou pela primeira vez em março de 1960. Em 1963 todos os mísseis disponíveis foram atualizados para poderem operar a baixa altitude, pela adição de um altímetro barométrico podendo assim serpentear o terreno sobrevoado, nesta configuração foi designado GAM-72B.
Variantes
- GAM-72 designação posterior ADM-20A
- GAM-72A designação posterior ADM-20B
- GAM-72B designação posterior ADM-20C